# Герб Новгородківського району
Герб Новгородківського району — один з офіційних символів однойменного району Кіровоградської області. Затверджений рішенням XVII сесії Новгородківської районної ради XXIII скликання від 7 березня 2002 року № 203. Автор проекту — Катерина Мигуль.
Існує у двох версіях: малий та великий, різниця між якими полягає у додаванні щитотримачів з колосся перенизаних блакитними стрічками і наявністю девізу.

## Опис герба
|  | У червоному полі срібний стовп, на якому чорний кірасирський палаш у піхвах, руків'ям догори, гардою вправо. |

## Символіка герба
У першій половині XVIII століття на землях, що входили до Запорозької Січі, козак Куций заснував хутір Куцівка, який поступово перетворився на село. Під час створення військових поселень, разом з іншими землями Куцівка увійшла до їх складу. В селі було побудовано казарми, штабні приміщення, манеж, конюшню.
У зв'язку з розташуванням у селі та на території теперішньої Новгородківщини ескадронів Новгородського кірасирського полку селище та район мають відповідну назву Новгородка та Новгородківський район.
Сформований в Україні Новгородський кірасирський полк особливо відзначився і прославився в боях на  війні з Наполеоном 1812 року, а під час перебування в Південних військових поселеннях був визнаний найкращим кавалерійським полком.
Палаш у піхвах символізує мирний стан, але потенційну можливість дати відсіч будь-яким зазіханням на спокійне життя та працю.